# Victor Bourgeois
Victor Bourgeois (Charleroi, 29 agosto 1897 – Bruxelles, 24 luglio 1962) è stato un architetto e urbanista belga, considerato il maggior esponente del "Movimento Moderno" nel suo Paese.
Studiò all'Académie Royale des Beaux Arts et Ecole des Arts Décoratifs di Bruxelles dal 1914 al 1918. Assieme a suo fratello Pierre Bourgeois, poeta scrittore e in seguito anche cineasta, fonda diverse riviste: Au Volant (1919), Le Geste (1919-20) e il settimanale 7 Arts (1922-28) attorno al quale si ritroverà l'avanguardia belga. Nel 1919-20 fa parte della divisione tecnica della Società Nazionale delle Abitazioni a buon mercato che era stata creata per trovare soluzioni veloci al problema dell'abitazione degli operai. 
All'inizio degli anni 20 effettua diversi viaggi nei Paesi Bassi. Al suo ritorno nel 1922, costruisce la sua prima opera importante, un piccolo gruppo di case nella Rue du Cubisme nel quartiere Koekelberg a Bruxelles. In questa realizzazione e nella Cité Moderne, città-giardino situata a Berchem-Sainte-Agathe, un quartiere di Bruxelles, è forte l'influenza del movimento olandese De Stijl. 
Con la pubblicazione del progetto della Cité Moderne nella rivista 7Arts guadagna presto una certa fama e nel 1927 è l'unico belga a costruire una casa nella Weissenhofsiedlung di Stoccarda. Un anno dopo, farà parte, assieme a Paul Otlet e Huib Hoste, della delegazione belga al primo CIAM (Congrès internationaux d'architecture moderne) de La Sarraz.
Nel 1935 si tiene a Bruxelles l'Esposizione Internazionale per la quale Bourgeois progetta diversi edifici: il Grand Palais, il ristorante Léopolod II e il padiglione Soprocol/Ruwenzori. Ha inoltre realizzato diverse case per artisti come lo scultore Oscar Jespers (1928), Albert Lamblot (1929) o Georges Latinis (1926).
I suoi archivi sono conservati presso les Archives d'Architecture Moderne (http://www.aam.be) a Bruxelles.

## Principali opere

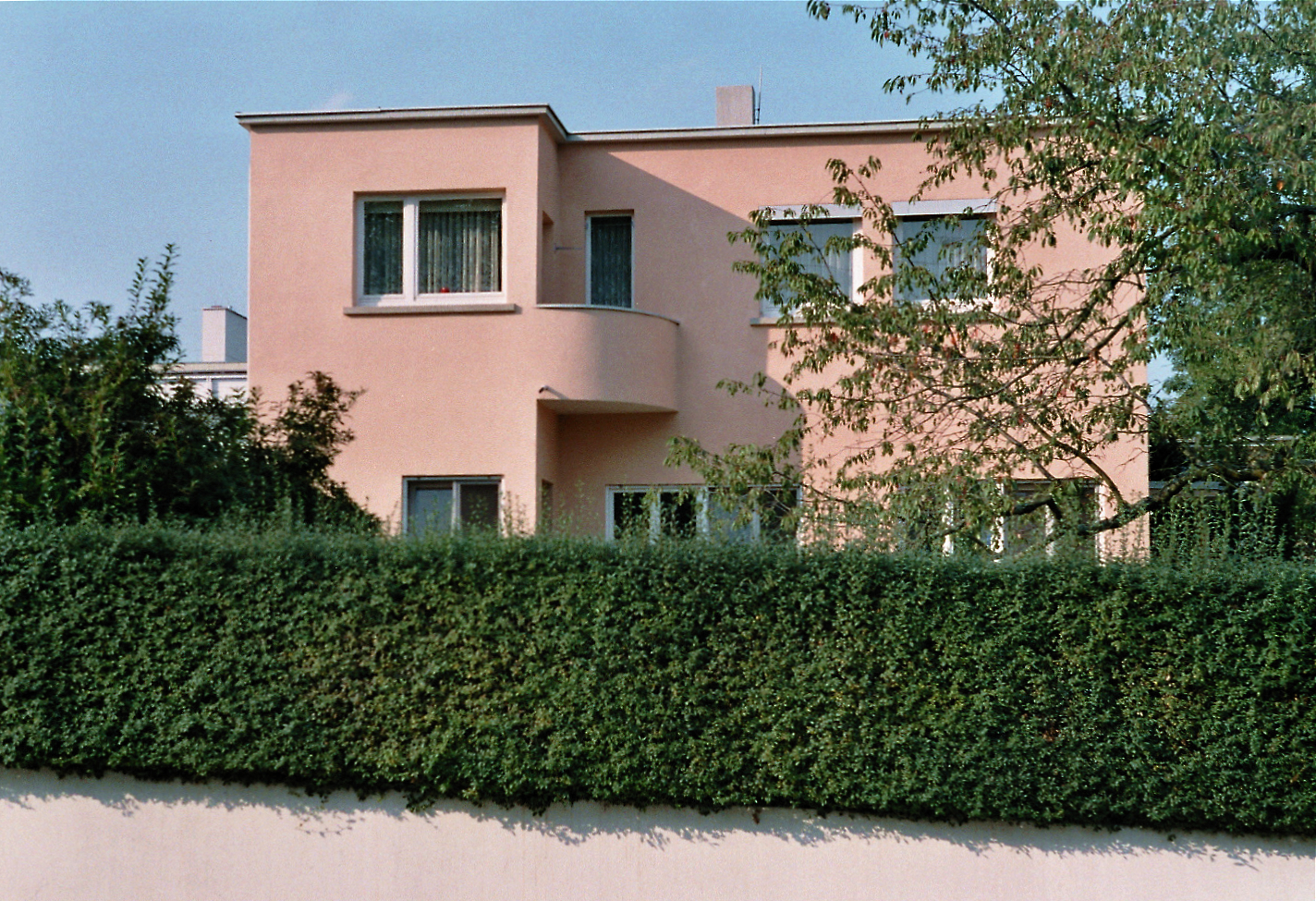
Casa nella Weissenhof a Stoccarda

- 1922 Edificio di appartamenti, rue du Cubisme a Koekelberg
- 1922-1925 Cité Moderne, a Sint-Agatha-Berchem
- 1927 Casa nella Weissenhofsiedlung a Stoccarda, Germania Foto
- 1928 Casa-studio a Bruxelles per lo scultore Oscar Jespers, iscritta ai monumenti storici nel 1993  Foto, su woluwe1200.be. URL consultato il 20 febbraio 2021 (archiviato dall'url originale il 22 febbraio 2016).
- 1935 Edificio di appartamenti a Bruxelles
- 1935 Grand Palais, ristorante Léopold II Foto e padiglione Soprocol/Ruwenzori Foto all'Esposizione Internazionale di Bruxelles
- 1936 Villa "La jeannerie" a St Genius Rhode
- 1941 Office des Chèques Postaux a Bruxelles, oggi ristrutturato e trasformato in edificio amministrativo
- 1954 Municipio di Ostenda
- 1954 Municipio di Nivelles
- 1956 Asilo nido "Le Berceau" a Marcinelle
- 1957 Maison de la culture "François Bovesse" a Namur
- 1958 Padiglione Germinal Foto e Torre Eternit all'Expo '58 a Bruxelles

Cité Moderne (Sint-Agatha-Berchem)
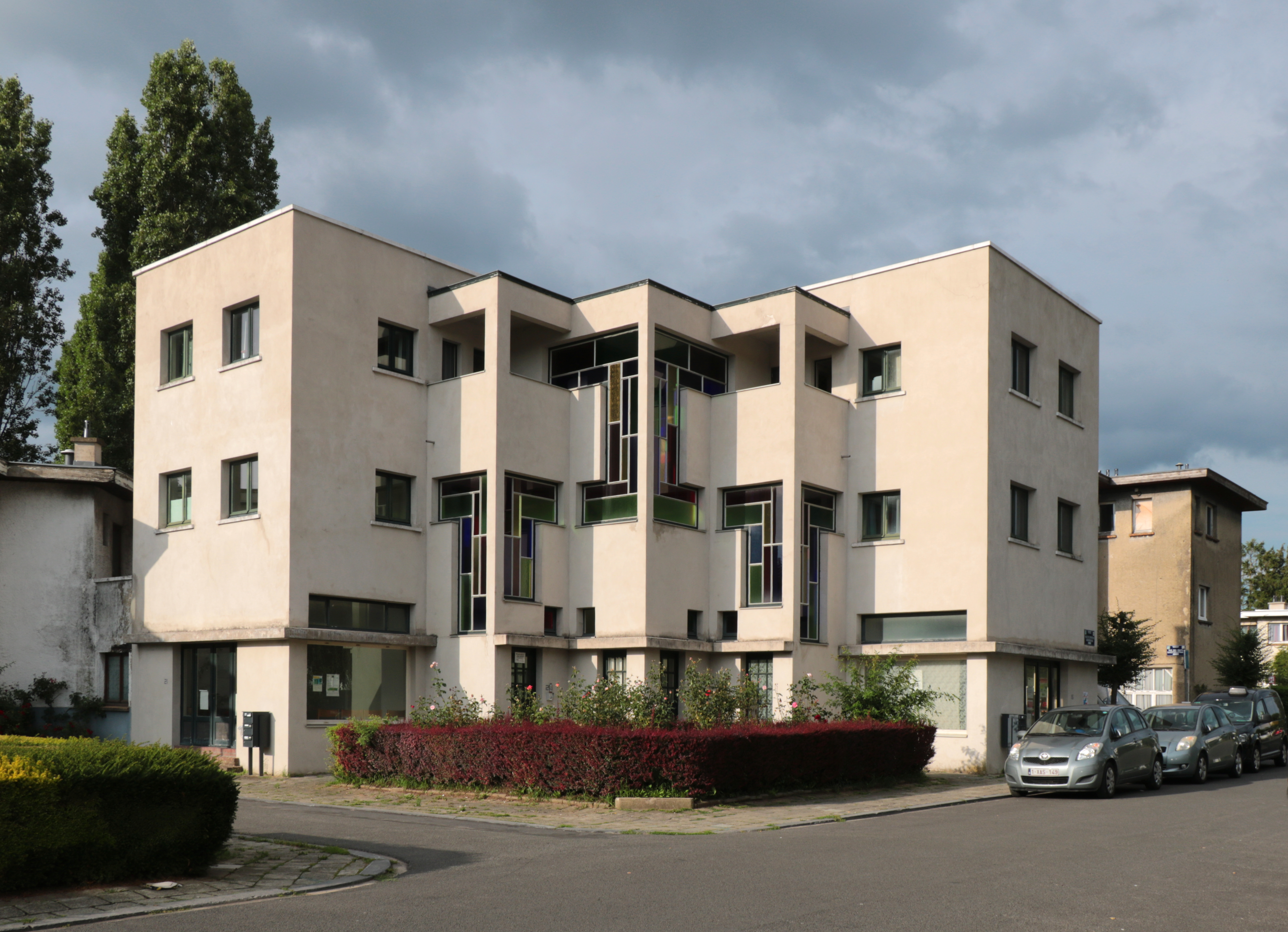
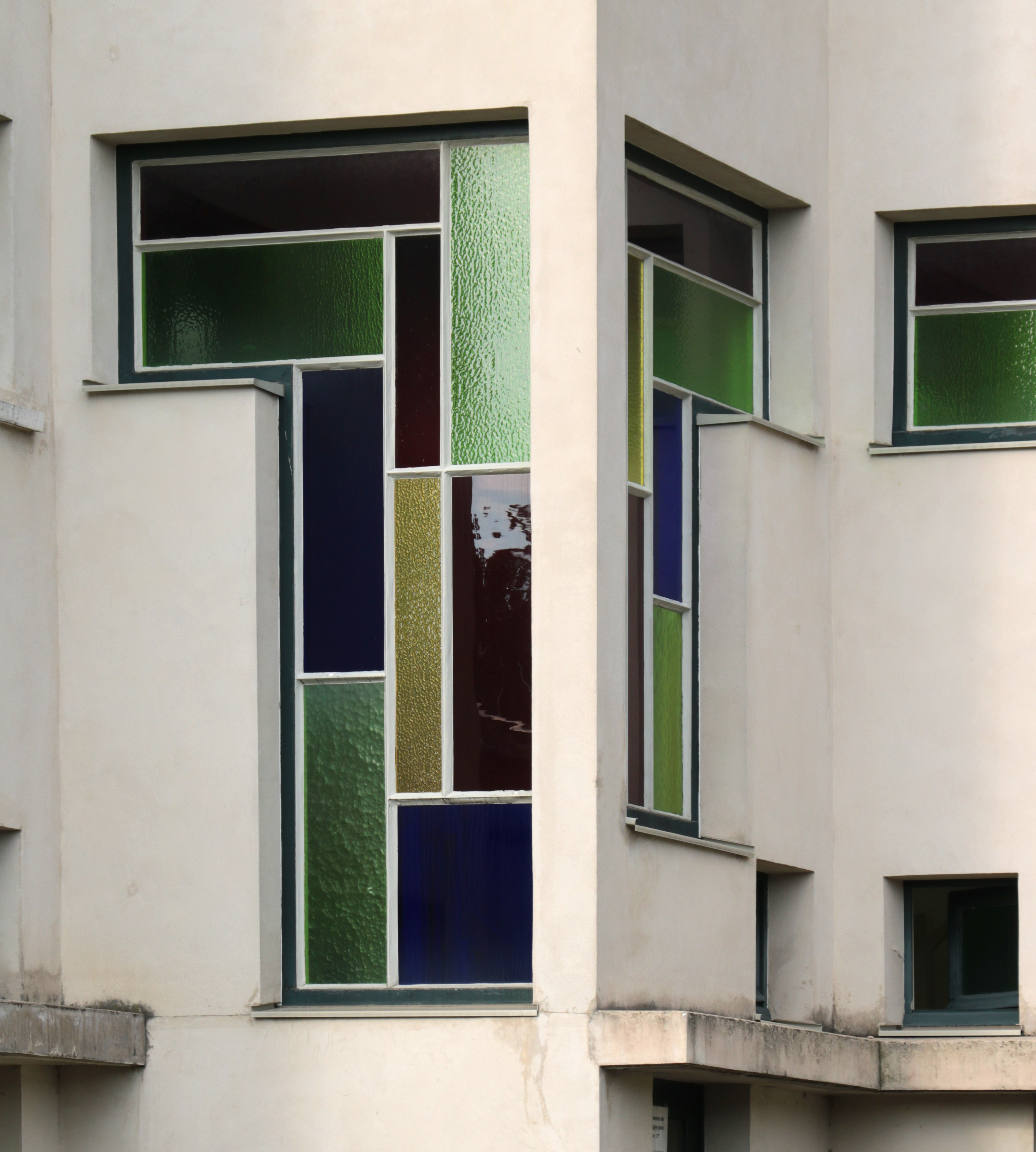
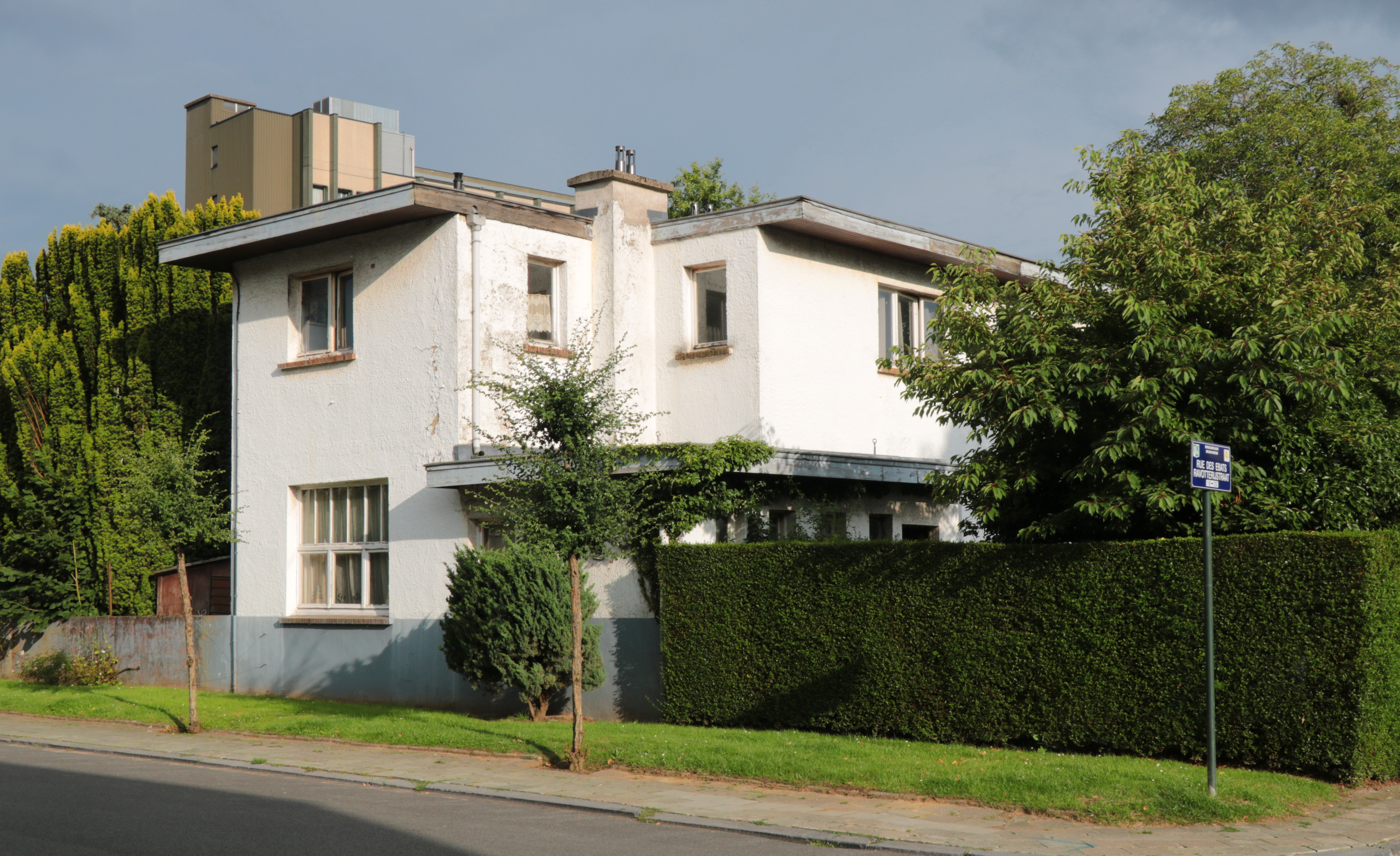